# Jacob Fernandes
Jacob Martins dos Reis Fernandes († 22. September 2007 in Darwin, Australien) war ein Politiker aus Osttimor. Er war Mitglied der linksorientierten Partei FRETILIN.
Fernandes war 10 Jahre lang Administrator des Subdistrikts Hatulia. Obwohl er somit Regierungsangestellter der indonesischen Besatzungsmacht war, unterstützte er den Unabhängigkeitskampf der Osttimoresen finanziell und war Mitglied des Conselho Nacional de Resistência Timorense (CNRT). Seit 1992 erhielt er deswegen Drohungen. Nach dem Machtwechsel in Indonesien 1998 organisierte Fernandes das Forum Dialogue Masyarakat Ermera, Fodimer (deutsch Ermera Volksdialogsforum) zur Versöhnung der Bevölkerung nach über 20 Jahren Befreiungskrieg. Außerdem unterstützte er Flüchtlinge, die aus Maubara vor der pro-indonesischen Miliz Besi Merah Putih (BMP) im Februar 1999 flohen. Einige von ihnen kehrten nach Guiço in Maubara zurück und wurden am 23. Februar beschossen. Fernandes prangerte die Beteiligung der lokalen Regierung am Angriff in einem Interview an. Am 10. April wurde Fernandes auf der Straße nach Gleno durch indonesische Soldaten und Mitglieder der BMP angehalten. Sie eröffneten das Feuer auf ihn, doch Fernandes gelang die Flucht. Er tauchte unter, während seine Familie in ihrem Haus in Dili durch Milizen bedroht wurden. Mehrmals wurde es mit Steinen beworfen. Amnesty meldete, dass Fernandes nach einem Bericht vom Militär am 17. Mai gefangen genommen und ermordet worden sei.
Bei den Wahlen zur verfassunggebenden Versammlung 2001 wurde Fernandes für die FRETILIN zum Abgeordneten gewählt. Hier wurde er von den Parlamentariern zum stellvertretenden Parlamentspräsidenten gewählt.
Während der Unruhen in Osttimor 2006 wurde das Haus von Fernandes im Juni von FRETILIN-Gegnern niedergebrannt.
Bei den Parlamentswahlen in Osttimor am 30. Juni 2007 wurde Fernandes über Platz 7 der Parteiwahlliste erneut in das Nationalparlament Osttimors gewählt. Es trat am 30. Juli erstmals zusammen. Am 27. August wurde Fernandes zur medizinischen Behandlung nach Darwin gebracht. Am 22. September verstarb er. Für Fernandes rückte am 5. Dezember 2007 José Manuel da Silva Fernandes als FRETILIN-Abgeordneter in das Parlament nach.